# Madagaskarreiger
De madagaskarreiger (Ardea humbloti) is een vogel uit de familie van de reigers die voorkomt in de westelijke kustgebieden van Madagaskar. De vogel werd in 1885 beschreven door  Alphonse Milne-Edwards en Alfred Grandidier en vernoemd naar de Franse natuuronderzoeker Léon Humblot die de vogel verzamelde op Madagaskar. Het is een bedreigde, endemische vogelsoort. 

## Kenmerken
De vogel is 92 tot 100 cm lang. Deze reiger verschilt van de blauwe reiger door zijn egaal grijze verenkleed, zwarte kruin en kin en relatief zware snavel. De snavel is geel, zwart gekleurd aan de basis en de poten zijn bruingrijs of grijsgeel.

## Verspreiding en leefgebied
Deze soort is endemisch op Madagaskar. De leefgebieden liggen in het westen van het eiland en bestaan uit kustgebieden, mangrovebos, zoutwatermoerassen maar ook wel zoetwatermeren, riviergebieden en rijstvelden. Voorwaarden zijn ondiep helder water en de aanwezigheid van grote vissoorten. De vogel broedt in kolonies samen met andere reigersoorten.

## Status
De madagaskarreiger heeft een beperkt verspreidingsgebied en daardoor is de kans op uitsterven aanwezig. De grootte van de populatie werd in 2016 door BirdLife International geschat op 1000 volwassen individuen en de populatie-aantallen nemen af door habitatverlies en exploitatie van eieren in de broedkolonies. Het leefgebied wordt aangetast door omvorming van moerassen in rijstvelden en door ontbossing van het bovenstroomse gebied van rivieren waardoor moerassen verdwijnen. Om deze redenen staat deze soort als bedreigd op de Rode Lijst van de IUCN.